# Laurent Sciarra

Laurent Sciarra (Niza, Francia; 8 de agosto de 1973) es un ex-jugador y entrenador de baloncesto francés que jugaba de base y destacó por ser uno de los mejores asistentes de la historia de la liga LNB francesa.

## Trayectoria Profesional
- 1990/93 Hyères-Toulon Var Basket (LNB)
- 1993/97 Paris Basket Racing (LNB)
- 1997/98 CB Ciudad de Huelva (liga ACB)
- 1997/98 Benetton Treviso (LEGA)
- 1998/99 Pallacanestro Treviso
- 1998/99 Paris Basket Racing (LNB)
- 1999/01 ASVEL Lyon-Villeurbanne (LNB)
- 2001/03 Panionios BC (Grecia)
- 2003/05 BCM Gravelines (LNB)
- 2005/08 JDA Dijon (LNB)
- 2008/10 Entente Orléanaise 45 (LNB)

## Selección
Su carrera en la selección francesa dio para mucho: sufrió la paradoja del Europeo de 1999 -una abultada victoria de Francia sobre Eslovenia permitió a una España casi sin opciones acceder a la siguiente fase y después Francia cayó en semifinales ante la propia España quedándose sin medalla- y consiguió el subcampeonato en Sídney 2000 ante la entonces imbatible selección de Estados Unidos- en la final fue el máximo anotador de los suyos con 19 puntos-.
En 2003 decidió retirarse del combinado francés por falta de motivación. Algunas fuentes culparon a la inclusión de los NBA Tony Parker y Tariq Abdul Wahad en la selección de la marcha de Sciarra, pero el base es claro: "Prefería retirarme antes de que alguien tuviera que hacerme entender que mi presencia no era deseable, o me pidieran que agitara la toalla en el banquillo".

## Palmarés
- Hyères-Toulon, donde estuvo cuatro años y consiguió el ascenso de la ProB francesa a la ProA.
- Internacional con la selección nacional de Francia desde 1994
- Medalla Olímpica Plata Sídney 2000.[1]

## Nominaciones
- Se proclamó mejor asistente de la ProA durante tres temporadas.